# ستيف هاموند
ستيف هاموند (بالإنجليزية: Steve Hammond)‏ هو لاعب كرة قاعدة أمريكي، ولد في 9 مايو 1957 في أتلانتا في الولايات المتحدة.

## وصلات خارجية
- ستيف هاموند على موقع الدوري الياباني لكرة القاعدة (الإنجليزية)
- ستيف هاموند على موقعبيزبول رفرنس.كوم (الدوري الرئيسي) (الإنجليزية)
- ستيف هاموند على موقع إي إس بي إن.كوم (أم.أل.بي) (الإنجليزية)
- ستيف هاموند على موقع مشجعي الرسوم البيانية (الإنجليزية)